# Château d'Hénonville
Le château d'Hénonville est situé sur la commune d'Hénonville, dans l'Oise. Le château fait l’objet d’un classement au titre des monuments historiques depuis le 5 mai 1960.

## Historique
La seigneurie d'Hénonville appartint au XVIe siècle à François de Rouville, maître des Eaux et forêts de Normandie et Picardie, maître d'hôtel du Roi qui, avec son épouse, Louise d'Aumont, la vendit en 1535 à René de Bucy. Ce dernier fit reconstruire en 1554 un premier château, attesté au XIIIe siècle, qui avait été démoli sous la Jacquerie.
Le domaine se transmet dans la famille de Bucy et passe par succession à Léon Cirier, marquis de Neuchelles, brigadier des armées du Roi, gouverneur de Saint Menehould. Ce dernier le vend en 1714 à  Pierre-François Ogier, alors receveur général du Clergé. et grand audiencier de France, qui fait rebâtir le château en 1722.
Les fondations sont en grande partie celles du château d'origine, et l'on trouve au second étage, derrière des boiseries, les vestiges d'une tour médiévale.
Son fils, Jean-François Ogier, président au Parlement de Paris, surintendant de la Maison de la Dauphine, ambassadeur du Roi de France au Danemark, vend le domaine d'Hénonville en 1751 à Edme Joseph Roslin, seigneur d'Ivry, fermier-général.
Né en 1680, Edme Joseph Roslin est anobli par une charge de conseiller-secrétaire du roi en la Grande chancellerie et meurt en 1760. Son fils, Jean-Baptiste Roslin d'Ivry, aussi fermier-général, fait moderniser le château entre 1765 et 1771 par l'architecte parisien Jean-Benoit Barré.
Barré donne au château son aspect actuel : il rhabille les façades en conservant les quatre tours d'angle, comme l'avait fait Germain Boffrand au château d'Haroué, en Lorraine, réaménage l'intérieur et en renouvelle la décoration. Les abords du château sont aussi réaménagés, les bâtiments des fermes sont reconstruits. La grille d'entrée est renouvelée, ainsi que les murs du parc.
Roslin d'Ivry fut l'un des premiers collectionneurs de Fragonard ; il orne son château de toiles de François Boucher comme Les Lavandières (New York, Metropolitan Museum of Art).
Jean-Baptiste Roslin d'Ivry  meurt en 1790, après son fils, Jean-Marie Roslin d'Ivry, mort en 1785, dont la veuve est guillotinée en 1794.
Pendant la Terreur, le domaine d'Hénonville est séquestré. Le fils de Jean-Marie Roslin d'Ivry, Jean-Baptiste Roslin d'Ivry (1775-1839), parvient à en reprendre possession et sera fait en 1809 baron de l'Empire. Son fils Léopold Roslin d'Ivry (1801-1883) habite le domaine jusqu'à sa mort, après laquelle le mobilier en est vendu.
Le château est alors loué au banquier Henri Bamberger (1826-1909), l'un des fondateurs de la banque de Paris et des Pays-Bas, qui en fait finalement l'acquisition en 1900.
En 1939, Raymond Bamberger vida le château qui est occupé durant la guerre par les Allemands, puis par les Américains.
En 1946, M. Lejbel y installe un centre d'hébergement de déportés et réfugiés juifs. Le camp est administré par le Joint, l'ORT et l'Agoudat Israel de 1946 à 1952. Ce camp regroupait une Yechiva lituanienne, un centre pour orphelins juifs et un kibbutz.
Le château n'est plus habité et est dépouillé d'une partie de son décor intérieur.
Il est acheté en 1952 par M. et Mme Van Themsche ; ses façades et sa toiture sont classées monument historique en 1960.
En 1975, il est acheté par la commune d'Hénonville et une association des amis du château d'Hénonville est créée en 1976.
La commune entreprend de le restaurer à partir de 1978 et y a mené d'importants travaux.
Depuis 2012, le château peut être loué pour des réceptions.